# Trikeri
Trikeri (in greco Τρίκερι?) è una ex comunità della Grecia nella periferia della Tessaglia di 1 696 abitanti secondo i dati del censimento 2001.
È stata soppressa a seguito della riforma amministrativa detta Programma Callicrate in vigore dal gennaio 2011 ed è ora compresa nel comune di Notios Pilios.
È situata nella parte più occidentale della penisola del Monte Pelio. La comunità includeva anche l'isola omonima e quella di Alatas. Le località maggiori sono Tríkeri (1 177 abitanti) e Agía Kyriakí (305 abitanti), entrambe sulla terraferma